# José Nicolás de la Cerda de Santiago Concha
José Nicolás de la Cerda de Santiago Concha (Santiago, 1772 - Santiago, 1847), fue un político y aristócrata chileno que impulsó la independencia. Fue uno de los firmantes en el Reglamento para el Arreglo de la Autoridad Ejecutiva Provisoria de Chile de 1811, que fue uno de los primeros documentos de índole cercana a la constitucional.

## Vida
Proveniente de una aristocrática familia santiaguina, sus padres fueron Nicolás de la Cerda y Sánchez de Barreda y Nicolasa de Santiago Concha y Lobatón.
Participó y firmó el Reglamento para el Arreglo de la Autoridad Ejecutiva Provisoria de Chile, sancionado el 14 de agosto de 1811. Firmó como paisano, el Reglamento Constitucional Provisorio de 1812, sancionado el 26 de octubre de 1812, y participó y firmó en el Título IX, Capítulo Único, la Constitución Política del Estado de Chile, sancionada y promulgada el 30 de octubre de 1822.
El 4 de septiembre de 1811, tras el golpe de Estado de José Miguel Carrera contra el Congreso de Chile, fue obligado a dejar su escaño en favor del suplente que era de tendencias patriotas exaltadas, Francisco de la Lastra.
Tras el retorno de la independencia en 1817, participó de la redacción de la Constitución de 1822, por medio de las cuales se convoca a elecciones legislativas donde es electo diputado por Petorca, cargo por el cual fue reelegido en 1822 y 1823.
En las elecciones de 1824 fue representante de San Felipe, para en 1825 retornar a Petorca como diputado, hasta la disolución del Congreso por causa de la federalización del país.

## Actividades políticas
- Diputado representante de Santiago (1811).
- Miembro provisional de la Junta de Gobierno de 1812.
- Diputado representante de Petorca y La Ligua (1823-1824).
- Diputado representante de San Felipe, Los Andes y Putaendo (1824-1825).
- Diputado representante de Petorca y La Ligua (1825-1826).

| Predecesor: Melchor José Ramos | Ministro del Interior y Relaciones Exteriores 1829 | Sucesor: Juan Francisco Meneses |